# Bor Dávid
Bor Dávid (Budapest, 1994. december 10. –) labdarúgó, csatár, a PMFC játékosa.

## Pályafutása

### Klubcsapatokban
Bor Dávid 2014. június 1-én a Ferencváros ellen mutatkozott be a magyar élvonalban. Novemberben a Lombard Pápa ellen 3–0-ra megnyert találkozón szerezte első gólját az első osztályban. A 2014-2015-ös szezonban 26 meccsen 51 gólt szerzett a Paks második csapatában a Tolna megyei első osztályban és ezzel gólkirályi címet szerzett, míg a 2015-2016-os bajnokság őszi idényében az NB III Középcsoportjában 11 találatig jutott. 2015 márciusában a Bátaszék elleni 10–0-s győzelem alkalmával nyolc gólt szerzett a megye egyes bajnokságban. 2016 tavaszán az NB II-es Balmazújváros játékosa volt kölcsönben. 2016 márciusában gólt lőtt a Vác ellen, ezzel azok közé a labdarúgók közé tartozik, akik a megyei másodosztálytól kezdve az élvonalig gólt szerzetek minden bajnoki osztályban. 2016 nyarán a Dorogi FC vette kölcsön.
27 bajnokin ötször volt eredményes a klub színeiben a 2016-2017-es NB II-es bajnokságban. 2017 májusában egy edzésen koponyaalapi törést szenvedett, így hosszabb kihagyás várt rá. A következő idény előtt a másodosztályú Sopronhoz került kölcsönbe.